# Loretito
Loretito är en ort i Mexiko.   Den ligger i kommunen San Francisco de los Romo och delstaten Aguascalientes, i den centrala delen av landet, 400 km nordväst om huvudstaden Mexico City. Loretito ligger 1 909 meter över havet och antalet invånare är 949.
Terrängen runt Loretito är en högslätt. Runt Loretito är det tätbefolkat, med 459 invånare per kvadratkilometer. Närmaste större samhälle är Aguascalientes, 13,9 km söder om Loretito. Trakten runt Loretito består till största delen av jordbruksmark.